# Эритроциты
Эритроци́ты (от греч. ἐρυθρός — красный и κύτος — вместилище, клетка), также известные под названием кра́сные кровяны́е тельца́ — клетки крови позвоночных животных, человека и гемолимфы некоторых беспозвоночных (сипункулид, у которых эритроциты плавают в полости целома, и некоторых двустворчатых моллюсков). Они насыщаются кислородом в лёгких или в жабрах и затем разносят его (кислород) по телу животного.
Цитоплазма эритроцитов богата гемоглобином — пигментом красного цвета, содержащим двухвалентный атом железа, который способен связывать кислород и придаёт эритроцитам красный цвет.
Человеческие эритроциты — очень маленькие эластичные клетки дисковидной двояковогнутой формы диаметром от 7 до 10 мкм. Размер и эластичность помогают им при движении по капиллярам, их форма обеспечивает большую площадь поверхности при данном объёме, что облегчает газообмен. В них отсутствует клеточное ядро и большинство органелл, что повышает содержание гемоглобина. Около 2,4 миллиона новых эритроцитов образуется в костном мозге каждую секунду. Они циркулируют в крови около 100—120 дней и затем поглощаются макрофагами. Приблизительно четверть (или больше) всех клеток в теле человека — эритроциты. Красный цвет крови обусловлен высокой концентрацией в ней эритроцитов.

## Функции

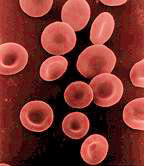
Микрофотография красных кровяных тел
(эритроцитов)

Эритроциты — высокоспециализированные клетки, функцией которых является перенос кислорода из лёгких к тканям тела и транспорт диоксида углерода (CO2) в обратном направлении. У позвоночных, кроме млекопитающих, эритроциты имеют ядро, у эритроцитов млекопитающих ядро отсутствует.
Наиболее специализированы эритроциты млекопитающих, лишённые в зрелом состоянии ядра и органелл и имеющие форму двояковогнутого диска, обусловливающую высокое отношение площади к объёму, что облегчает газообмен. Особенности цитоскелета и клеточной мембраны позволяют эритроцитам претерпевать значительные деформации и восстанавливать форму (эритроциты человека диаметром 8 мкм проходят через капилляры диаметром 2—3 мкм).
Транспорт кислорода обеспечивается гемоглобином (Hb), на долю которого приходится ≈98 % массы белков цитоплазмы эритроцитов (в отсутствие других структурных компонентов). Гемоглобин является тетрамером, в котором каждая белковая цепь несёт гем — комплекс протопорфирина IX с ионом 2-валентного железа, кислород обратимо координируется с ионом Fe2+ гемоглобина, образуя оксигемоглобин HbO2:
Hb + O2 {\displaystyle \rightleftharpoons } HbO2
Особенностью связывания кислорода гемоглобином является его аллостерическое регулирование — стабильность оксигемоглобина падает в присутствии 2,3-бисфосфоглицериновой кислоты — промежуточного продукта гликолиза и, в меньшей степени, углекислого газа, что способствует высвобождению кислорода в тканях, в нём нуждающихся.
Транспорт углекислого газа эритроцитами происходит с участием карбоангидразы 1, содержащейся в их цитоплазме. Этот фермент катализирует обратимое образование бикарбоната из воды и углекислого газа, диффундирующего в эритроциты:
H2O + CO2 {\displaystyle \rightleftharpoons } H+ + HCO3-
В результате в цитоплазме накапливаются ионы водорода, однако снижение pH при этом незначительно из-за высокой буферной ёмкости гемоглобина. Вследствие накопления в цитоплазме ионов бикарбоната возникает градиент концентрации, однако ионы бикарбоната могут покидать клетку только при условии сохранения равновесного распределения зарядов между внутренней и внешней средой, разделённых цитоплазматической мембраной, то есть выход из эритроцита иона бикарбоната должен сопровождаться либо выходом катиона, либо входом аниона. Мембрана эритроцита практически непроницаема для катионов, но содержит хлоридные ионные каналы, в результате выход бикарбоната из эритроцита сопровождается входом в него хлорид-аниона (хлоридный сдвиг).

## Формирование эритроцитов
Формирование эритроцитов (эритропоэз) происходит в красном костном мозге тазовых костей, черепа, рёбер и позвоночника, а у детей — ещё и в костном мозге в окончаниях длинных костей рук и ног. Срок созревания эритроцитов человека составляет от 7 до 8 дней. Продолжительность жизни эритроцита — 3—4 месяца, разрушение (гемолиз) происходит в печени и селезёнке. Прежде чем выйти в кровь, эритроциты последовательно проходят несколько стадий пролиферации и дифференцировки в составе эритрона — красного ростка кроветворения.
Полипотентная стволовая клетка крови (СКК) даёт клетку-предшественницу миелопоэза (КОЕ-ГЭММ), которая в случае эритропоэза даёт клетку-родоначальницу миелопоэза (БОЕ-Э), которая уже даёт унипотентную клетку, чувствительную к эритропоэтину (КОЕ-Э).
Колониеобразующая единица эритроцитов (КОЕ-Э) даёт начало эритробласту, который через образование пронормобластов уже дают морфологически различимые клетки-потомки нормобласты (последовательно переходящие стадии):
- Эритробласт. Отличительные признаки его таковы: диаметр 20—25 мкм, крупное (более 2/3 всей клетки) ядро с 1—4 чётко оформленными ядрышками, ярко-базофильная цитоплазма с фиолетовым оттенком. Вокруг ядра имеется просветление цитоплазмы (т. н. «перинуклеарное просветление»), а на периферии могут формироваться выпячивания цитоплазмы (т. н. «ушки»). Последние 2 признака хотя и являются характерными для эритробластов, но не наблюдаются у них всех.
- Пронормоцит. Отличительные признаки: диаметр 10—20 мкм, ядро лишается ядрышек, хроматин грубеет. Цитоплазма начинает светлеть, перинуклеарное просветление увеличивается в размере.
- Базофильный нормоцит. Отличительные признаки: диаметр 10—18 мкм, лишённое нуклеол ядро. Хроматин начинает сегментироваться, что приводит к неравномерному восприятию красителей, формированию зон окси- и базохроматина (т. н. «колесовидное ядро»).
- Полихроматофильный нормоцит. Отличительные признаки: диаметр 9—12 мкм, в ядре начинаются пикнотические (деструктивные) изменения, однако колесовидность сохраняется. Цитоплазма приобретает оксифильность вследствие высокой концентрации гемоглобина.
- Оксифильный нормоцит. Отличительные признаки: диаметр 7—10 мкм, ядро подвержено пикнозу и смещено на периферию клетки. Цитоплазма явно розовая, вблизи ядра в ней обнаруживаются осколки хроматина (тельца Жоли).
- Ретикулоцит. Отличительные признаки: диаметр 9—11 мкм, при суправитальной окраске имеет жёлто-зелёную цитоплазму и сине-фиолетовый ретикулум. При покраске по Романовскому-Гимзе никаких отличительных признаков по сравнению со зрелым эритроцитом не выявляется. При исследовании полноценности, скорости и адекватности эритропоэза проводится специальный анализ количества ретикулоцитов.
- Нормоцит. Зрелый эритроцит, с диаметром 7—8 мкм, не имеющий ядра и ДНК (в центре — просветление), цитоплазма — розово-красная.

Гемоглобин начинает накапливаться уже на этапе КОЕ-Э, однако его концентрация становится достаточно высокой для изменения цвета клетки лишь на уровне полихроматофильного нормоцита. Так же происходит и угасание (а впоследствии и разрушение) ядра — с КОЕ, но вытесняется оно лишь на поздних стадиях. Не последнюю роль в этом процессе у человека играет гемоглобин (основной его тип — Hb-A), который в высокой концентрации токсичен для самой клетки.
У птиц, пресмыкающихся, земноводных и рыб ядро просто теряет активность, но сохраняет способность к реактивации. Одновременно с исчезновением ядра по мере взросления эритроцита из его цитоплазмы исчезают рибосомы и другие компоненты, участвующие в синтезе белка. Ретикулоциты попадают в кровеносную систему и через несколько часов становятся полноценными эритроцитами.
Гемопоэз (в данном случае эритропоэз) исследуется по методу селезёночных колоний, разработанному Э. Маккаллохом и Дж. Тиллом.

## Структура и состав

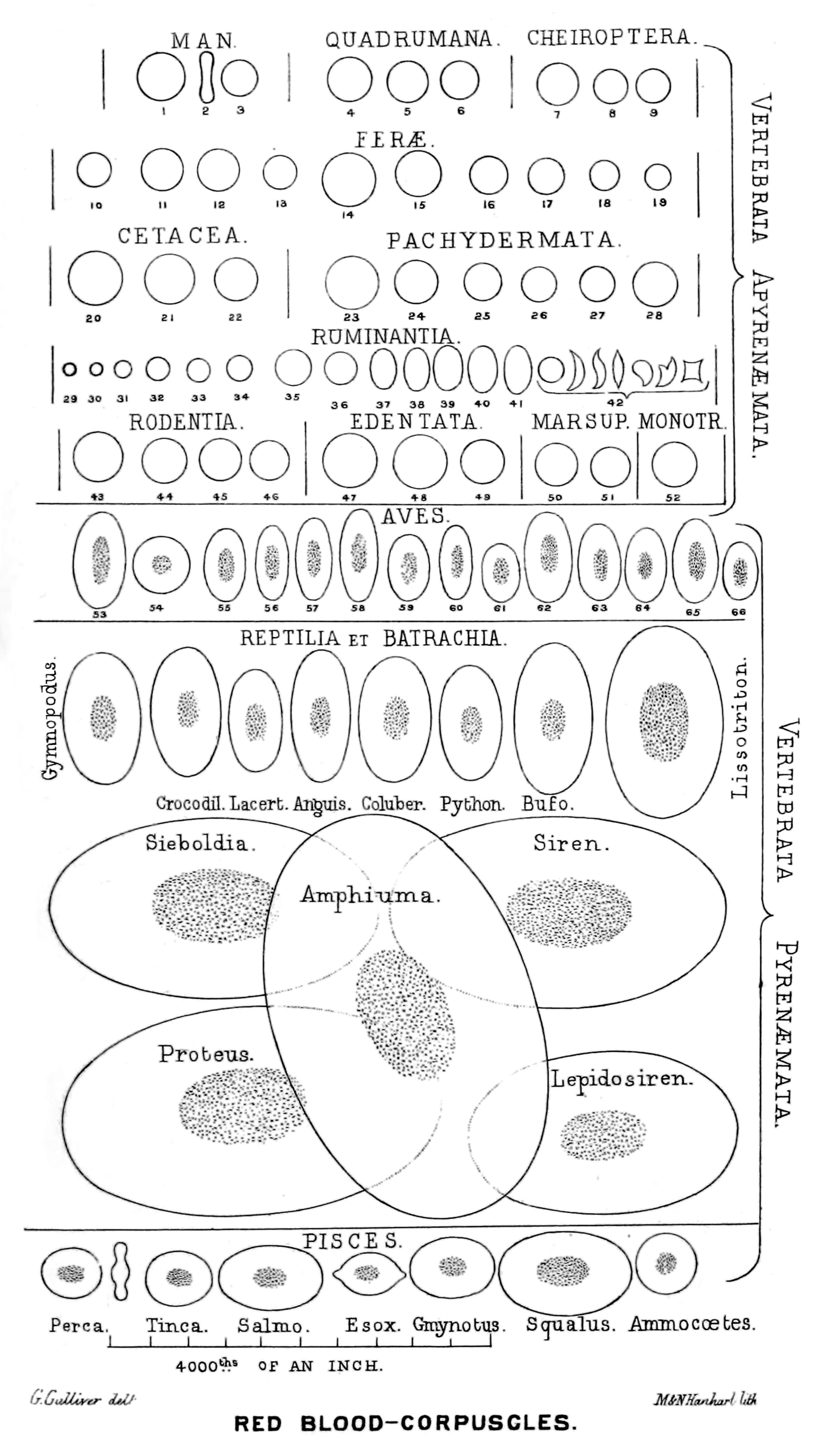
Размеры и форма эритроцитов широко варьируют среди позвоночных. Лишённые ядра эритроциты млекопитающих имеют наименьшие размеры. Почти столь же малы имеющие ядро эритроциты птиц. У остальных групп позвоночных они заметно крупнее.

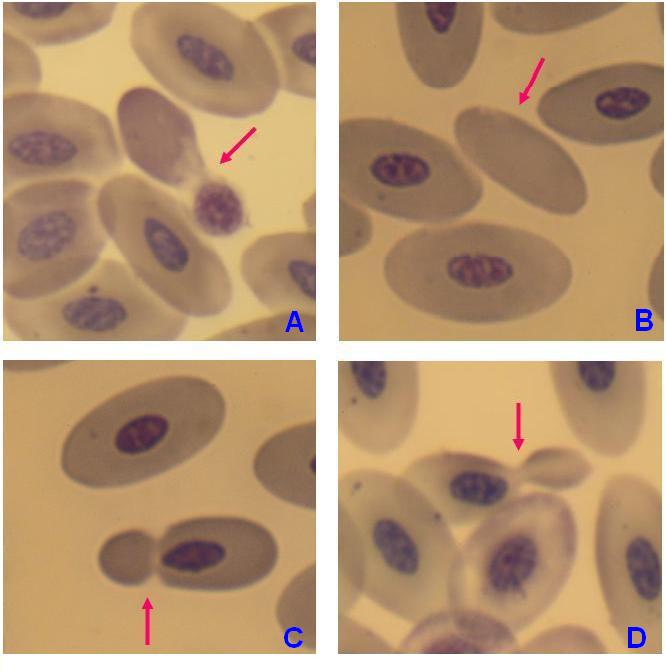
Зрелые эритроциты птиц имеют ядро, однако в крови взрослых самок папуанского пингвина с очень низкой частотой встречаются и безъядерные красные кровяные тельца (B).

У большинства групп позвоночных эритроциты имеют ядро и другие органеллы.
У млекопитающих зрелые эритроциты лишены ядер, внутренних мембран и большинства органелл. Ядра выбрасываются из клеток-предшественников в ходе эритропоэза. Обычно эритроциты млекопитающих имеют форму двояковогнутого диска и содержат в основном дыхательный пигмент гемоглобин. У некоторых животных (например, верблюдов) эритроциты имеют овальную форму.
Содержимое эритроцита представлено главным образом дыхательным пигментом гемоглобином, обусловливающим красный цвет крови. Однако на ранних стадиях количество гемоглобина в них мало, и на стадии эритробластов цвет клетки синий; позже клетка становится серой и, лишь полностью созрев, приобретает красную окраску.

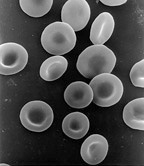
Эритроциты (красные кровяные тельца) человека

Важную роль в эритроците выполняет клеточная (плазматическая) мембрана, пропускающая газы (кислород, углекислый газ), ионы (Na, K) и воду. Мембрану пронизывают трансмембранные белки — гликофорины, которые благодаря большому количеству остатков N-ацетилнейраминовой (сиаловой) кислоты ответственны примерно за 60 % отрицательного заряда на поверхности эритроцитов.
На поверхности липопротеидной мембраны находятся специфические антигены гликопротеиновой природы — агглютиногены — факторы систем групп крови (на данный момент изучено более 15 систем групп крови: AB0, резус-фактор, антиген Даффи, антиген Келл, антиген Кидд), обусловливающие агглютинацию эритроцитов при действии специфических агглютининов.
Эффективность функционирования гемоглобина зависит от величины поверхности соприкосновения эритроцита со средой. Суммарная поверхность всех эритроцитов крови в организме тем больше, чем меньше их размеры. У низших позвоночных эритроциты крупные (например, у хвостатого земноводного амфиумы — 70 мкм в диаметре), эритроциты высших позвоночных мельче (например, у козы — 4 мкм в диаметре). У человека диаметр эритроцита составляет 6,2 — 8,2 мкм, толщина — 2 мкм, объём — 76—110 мкм³.
Содержание эритроцитов в крови:
- у мужчин — 3,9 — 5,5⋅1012 на литр (3,9—5,5 млн в 1 мм³),
- у женщин — 3,9 — 4,7⋅1012 на литр (3,9—4,7 млн в 1 мм³),
- у новорождённых — до 6,0⋅1012 на литр (до 6 млн в 1 мм³),
- у пожилых людей — 4,0⋅1012 на литр (менее 4 млн в 1 мм³).

## Переливание крови
При переливании крови от донора к реципиенту возможна агглютинация (склеивание) эритроцитов, а также гемолиз (их разрушение). Чтобы этого не происходило, необходимо учитывать группы крови, открытые Карлом Ландштейнером в 1900 году. Агглютинацию вызывают белки, находящиеся на поверхности эритроцита, — антигены (агглютиногены) и находящиеся в плазме антитела (агглютинины). В системе AB0, сформулированной Яном Янским в 1907 году, выделяются 4 группы крови, для каждой из которых характерны различные антигены и антитела. Переливание обычно проводится лишь между обладателями одной группы крови.
| I — 0 | II — A | III — B | IV — AB |
| ----- | ------ | ------- | ------- |
| αβ    | β      | α       | -       |

## Место в организме
Форма двояковогнутого диска обеспечивает прохождение эритроцитов через узкие просветы капилляров. В капиллярах они движутся со скоростью 2 см/мин, что даёт им время передать кислород от гемоглобина к миоглобину. Миоглобин действует как посредник, принимая кислород у гемоглобина в крови и передавая его цитохромам в мышечных клетках.
Количество эритроцитов в крови в норме поддерживается на постоянном уровне. У человека в 1 мм³ крови содержится 3,9—5,5 млн эритроцитов, у некоторых копытных — значительно больше (у лам — 15,4 млн, у коз — 13 млн), у пресмыкающихся — от 500 тыс. до 1,65 млн, у хрящевых рыб — 90—130 тыс. Общее число эритроцитов снижается при анемиях, повышается при истинной полицитемии.
Продолжительность жизни эритроцита человека около — 120 суток (ежесекундно образуется около 2,5 млн эритроцитов и такое же их количество разрушается), у собак — 107 дней, у домашних кроликов и кошек — 68.

## Патология

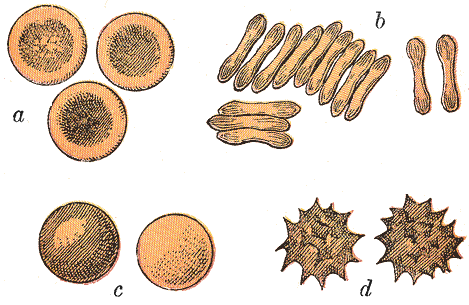
Эритроциты человека:
- нормальные — двояковогнутые;
- нормальные, вид с ребра;
- в гипотоническом растворе, разбухшие (сфероциты);
- в гипертоническом растворе, съёжившиеся (эхиноциты)

При различных заболеваниях крови возможно изменение цвета эритроцитов, их размеров, количества, а также формы; они могут принимать, например, серповидную, овальную, сферическую или мишеневидную форму.
Изменение формы эритроцитов называется пойкилоцитозом. Сфероцитоз (сферическая форма эритроцитов) наблюдается при некоторых формах наследственной анемии. Эллиптоциты (эритроциты овальной формы) встречаются при мегалобластной и железодефицитной анемии, талассемиях и других заболеваниях. Акантоциты и эхиноциты (эритроциты шиповатой формы) встречаются при поражениях печени, наследственных дефектах пируваткиназы и др. Мишеневидные эритроциты (кодоциты) — это клетки с бледной тонкой периферией и центральным утолщением, содержащем скопление гемоглобина. Встречаются при талассемиях и других гемоглобинопатиях, интоксикации свинцом и др. Серповидные эритроциты — признак серповидноклеточной анемии. Встречаются и другие формы эритроцитов.
При изменении кислотно-щелочного баланса крови в сторону закисления (от 7,43 до 7,33) происходит склеивание эритроцитов в виде монетных столбиков, либо их агрегация.
Среднее содержание гемоглобина для мужчин — 13,3—18 г% (или 4,0—5,0⋅1012 единиц), для женщин — 11,7—15,8 г% (или 3,9—4,7⋅1012 единиц). Единица измерения уровня гемоглобина представляет собой процент содержания гемоглобина в 1 грамме эритроцитарной массы.

## Эритроциты животных
Эритроциты птиц и пресмыкающихся, в отличие от эритроцитов млекопитающих (за исключением верблюдовых) — овальной формы. У всех позвоночных, кроме млекопитающих, зрелые эритроциты имеют ядра. У большинства групп (кроме птиц) они крупнее эритроцитов млекопитающих.